# Jabłoń dzika

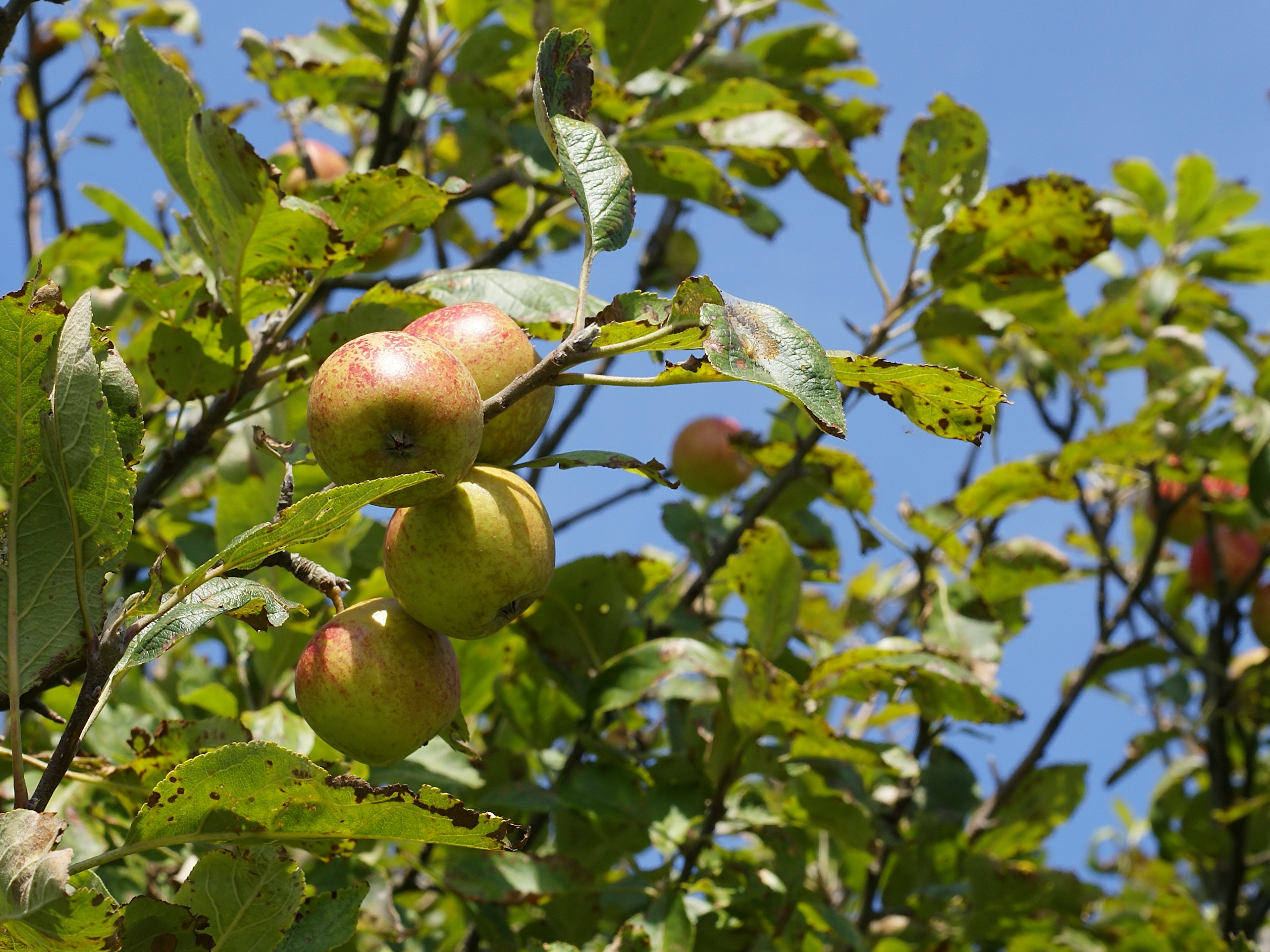
Owoce jabłoni dzikiej

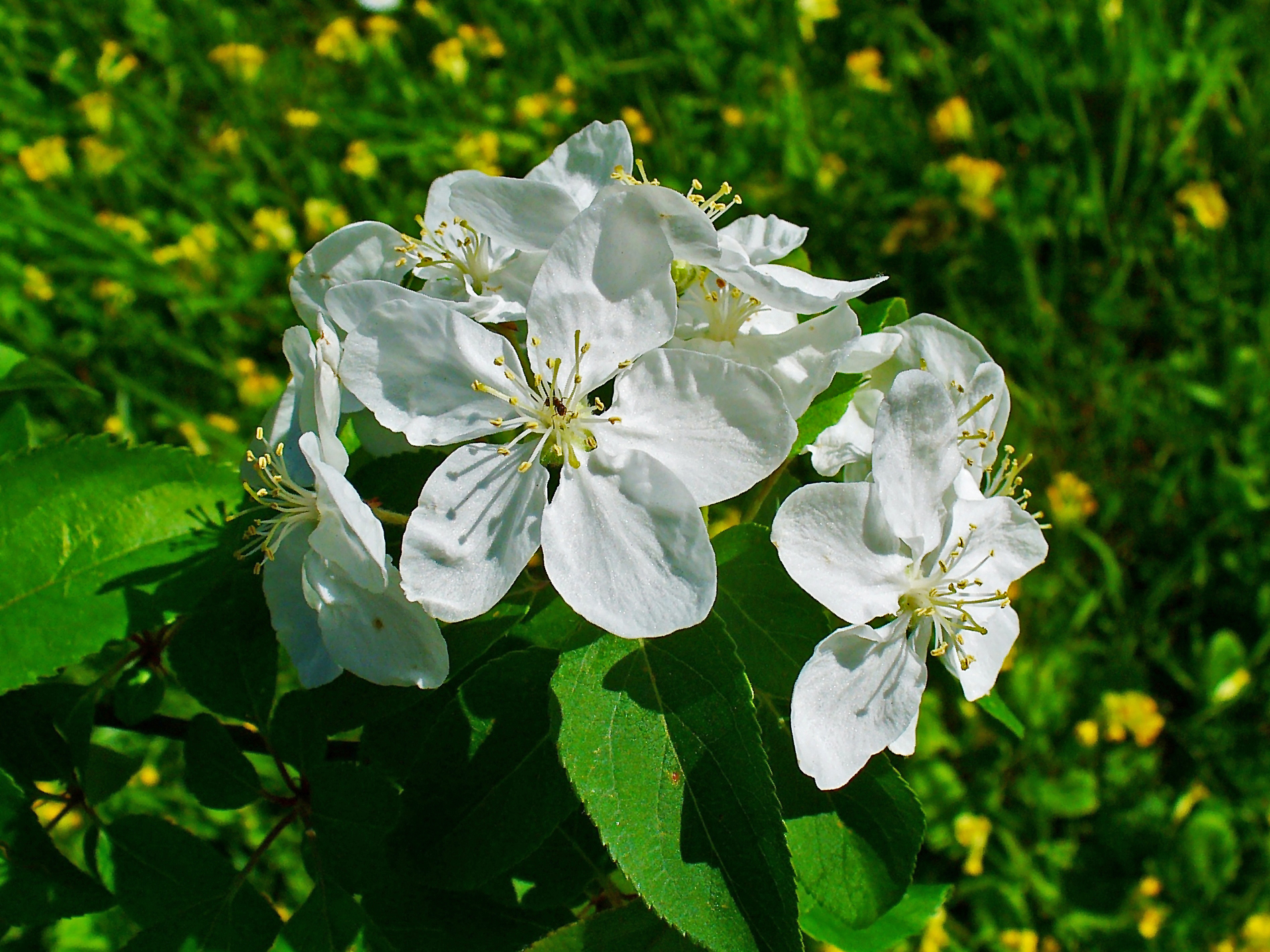
Kwiaty

Jabłoń dzika, płonka (Malus sylvestris) – gatunek jabłoni rosnący dziko w niemal całej Europie. Jest uprawiany w wielu krajach świata. W Polsce występuje rzadko na niżu i w niższych położeniach górskich.
Inne nazwy zwyczajowe: jabłoń płonka, jabłoń leśna.
W wyniku skrzyżowania jabłoni dzikiej i jabłoni niskiej (Malus pumila) powstała jabłoń domowa, uprawiana obecnie w ogromnej ilości kultywarów.

## Morfologia
PokrójKrzew lub małe drzewo o wysokości do 10 m z cierniami na krótkopędach, zwłaszcza na młodych roślinach.
LiścieUlistnienie skrętoległe, liście szerokoeliptyczne do okrągławych, do 6,5 cm długości. Przylistki wcześnie odpadające.
KwiatyDość duże, zebrane po kilka w baldachokształtne kwiatostany. Mają 5-działkowy kielich i 5 białych z różowym zabarwieniem płatków korony, słupek złożony z 5 owocolistków i liczne pręciki z żółtymi pylnikami.
OwoceNa cienkich i szypułkach dłuższych od połowy długości owocu, jabłkowate, niewielkie (do 3,5 cm średnicy), kuliste, zielone do żółtozielonych, zwykle błyszczące, na szczycie z trwałym kielichem. Są kwaśne i twarde.

## Biologia i ekologia
Kwitnie w maju równocześnie z rozwojem liści. Kwiaty są przedsłupne i owadopylne. W Polsce rośnie w zaroślach, lasach liściastych i mieszanych oraz na ich obrzeżach. Zwykle nieliczna na stanowiskach. Rośnie bardzo wolno

## Zastosowanie
- Używana była dawniej na podkładki dla szlachetnych odmian jabłoni oraz jako roślina lecznicza[10].
- Drewno było cenione ze względu na twardość i czerwone zabarwienie – wykorzystywane w snycerstwie i tokarstwie[7].
- W Księdze Joela (1,12) jest werset: „Uschła winna latorośl i zwiędło drzewo figowe, drzewo granatowe i palma daktylowa, i jabłoń". Wskazuje on, że jabłoń uprawiana była już wówczas na Ziemi Świętej[13].
- W Mezopotamii znano owoce dzikiej jabłoni już 5 tysięcy lat p.n.e., mimo że nie rosła tam. Jej owoce były sprowadzane z innych krajów i były cenne – świadczy o tym fakt, że złożono je jako dary ofiarne. W grobowcu królewskim w Ur odkryto nanizane na sznurek połówki jabłek jabłoni dzikiej, mówią też o tym gatunku napisane pismem klinowym gliniane tabliczki pochodzące z tego okresu. Około 4 tysięcy lat p.n.e. jabłka sprowadzane były do starożytnego Egiptu. Zwęglone, pochodzące z okresu około tysiąc lat p.n.e. owoce jabłoni znaleziono na granicy półwyspu Synaj i pustyni Negew[13].

## Udział w kulturze
- W europejskiej sztuce średniowiecza i renesansu jabłoń jest przedstawiana jako drzewo rosnące w rajskim ogrodzie. W żadnym miejscu biblijnej Księgi Rodzaju nie jest podane, o jaki gatunek drzewa chodzi, nie ma też żadnych naukowych ustaleń, że była to jabłoń. Jabłoń zresztą nie rosła dziko ani w Egipcie, ani na hipotetycznych terenach, gdzie znajdował się raj. Przyjęcie jabłoni jako drzewa rajskiego to tylko pomysł średniowiecznych artystów, którzy przedstawiając na malowidłach rajskie drzewo przyjęli, że była to jabłoń[13].
- W Biblii sześć razy słowa oznaczającego jabłoń użyto jako nazwy miejscowości (np. w Księdze Jozuego 12,17; 15,34), jeden raz jako imię własne (1 Księga Kronik 2,43)[13].